# Xylopteryx bifida
Xylopteryx bifida är en fjärilsart som beskrevs av Claude Herbulot 1984. Xylopteryx bifida ingår i släktet Xylopteryx och familjen mätare. Inga underarter finns listade i Catalogue of Life.